# Chiese di Scandicci
La lista delle chiese di Scandicci è l'insieme dei luoghi di culto  presenti nel territorio comunale. L'elenco è composto da alcune chiese e da numerose cappelle.

## Chiese
- Chiesa di San Giusto a Signano
- Chiesa di Santa Maria a Greve
- Chiesa di Santa Mina
- Chiesa di San Bartolomeo in Tuto
- Chiesa di Gesù Buon Pastore a Casellina
- Chiesa di San Luca (Scandicci)
- Pieve di San Giuliano a Settimo
- Chiesa di San Colombano a Settimo
- Chiesa dei Santi Salvatore e Lorenzo a Settimo
- Pieve di Sant'Alessandro a Giogoli
- Chiesa di San Martino (Scandicci Alto)
- Chiesa di San Zanobi a Casignano
- Chiesa di Sant'Andrea a Mosciano
- Chiesa di San Paolo a Mosciano
- Chiesa di San Martino alla Palma
- Chiesa di Santa Maria a Marciola
- Chiesa di San Niccolò a Torri
- Pieve di San Vincenzo a Torri
- Chiesa di San Michele a Torri

## Cappelle
- Cappella di San Roberto Bellarmino
- Cappella di Santa Croce
- Cappella di Sant'Anna
- Cappella di Santa Rosalia vergine
- Cappella di San Jacopo
- Cappella di Santa Maria Maddalena
- Cappella di Santa Lucia a Granatieri (ospedale dei pellegrini)
- Cappella di Santa Lucia a Granatieri (edificio isolato)
- Cappella di San Domenico
- Cappella di San Sebastiano
- Cappella di Sant'Agostino
- Cappella di San Giuliano
- Cappella di Cristo
- Cappella di Santa Teresa
- Cappella della Beata Vergine
- Cappella della Sacra Conversazione
- Cappella di Poggio al Vento
- Cappella della Madonna della Rosa
- Cappella di Sant'Eufemia
- Cappella dei Santi Cosma e Damiano
- Cappella di San Giuseppe
- Cappella di San Carlo Borromeo e San Luca evangelista
- Cappella dello Spirito Santo
- Cappella di Santa Caterina e dell'Arcangelo Raffaele
- Cappella di Santa Rosa da Lima
- Cappella di Sant'Eufemia

## Eremi
- Eremo di San Zanobi

## Chiese sconsacrate
- Chiesa di Santo Stefano a Gabbiola
- Chiesa di San Leonardo alla Querciola
- Chiesa di San Martino a Torri
- Cappella La Vergine del Bosco

## Chiese scomparse
- Chiesa di San Lorenzo a Settimo
- Chiesa di San Lorenzo a Torri